# Kopernikusplatz (Nürnberg)

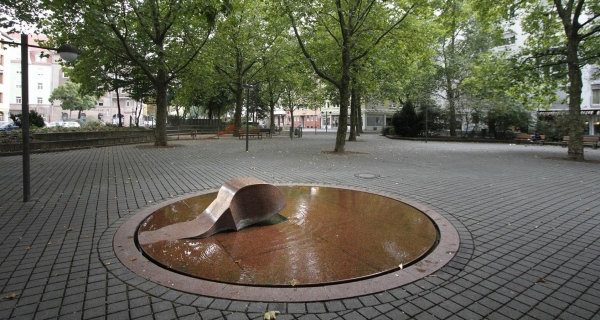
Kopernikusplatz

Der Kopernikusplatz ist ein langgestreckter Platz im Herzen der Nürnberger Südstadt (90459). Er wurde nach dem Astronomen und Mathematiker Nikolaus Kopernikus benannt.

## Lage

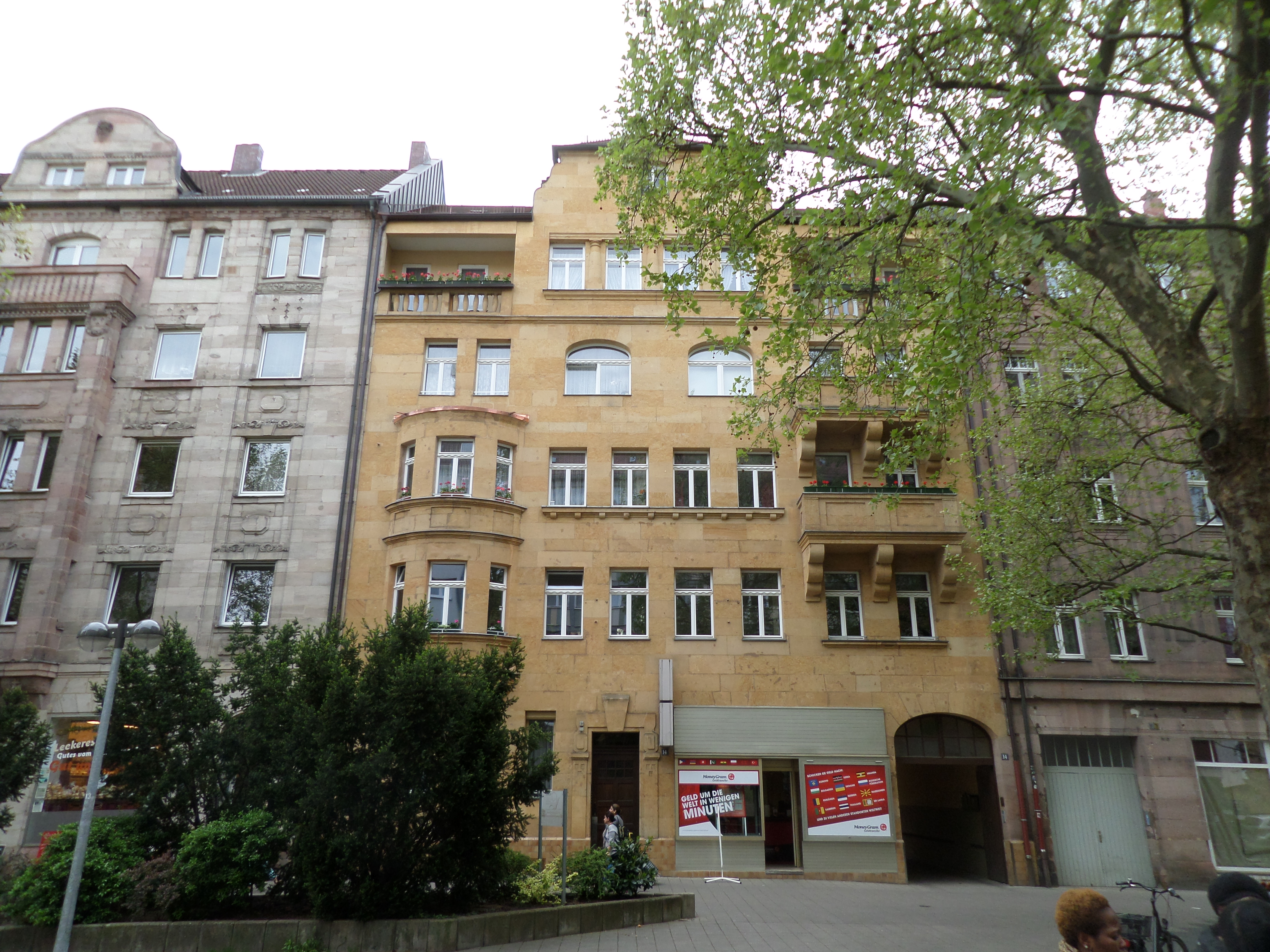
Kopernikusplatz 10 – 16

Der Platz erstreckt sich in Nord-Süd-Richtung und verbindet die Wölckern- mit der Humboldtstraße. Im Nordwesten grenzen der Ortsteil Steinbühl, im Nordosten Galgenhof an. Der südliche Teil des Kopernikusplatzes liegt im Ortsteil Gibitzenhof. Einen Kilometer nördlich befindet sich der Nürnberger Hauptbahnhof.

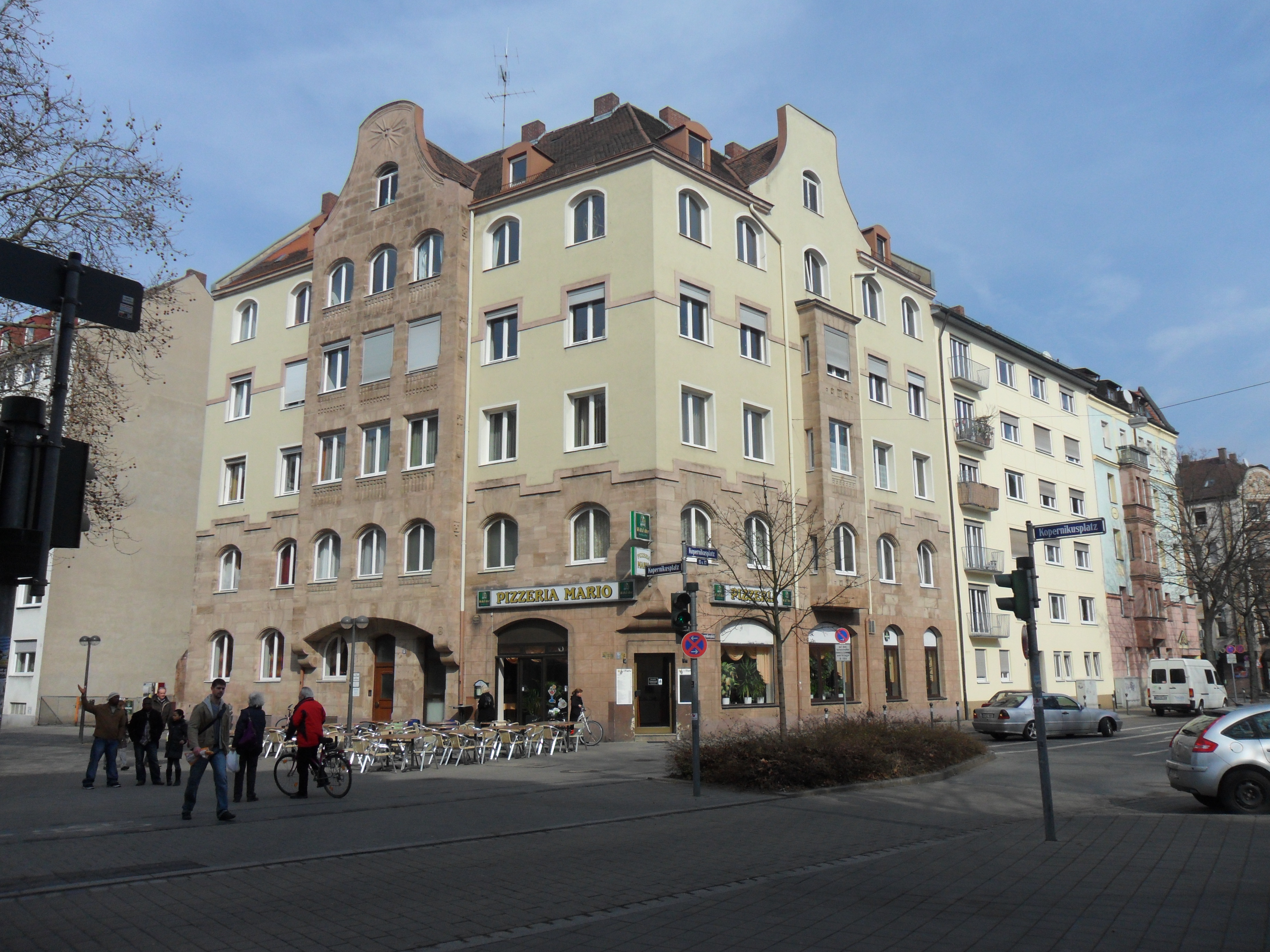
Kopernikusplatz 13

## Geschichte
Der Platz wurde um 1900 planmäßig angelegt, kurz nachdem der Südliche Hauptsammler der Kanalisation gebaut war. Die den Platz auf der Westseite noch heute prägende Bebauung besteht aus fünfstöckigen Mietshäusern, die sämtlich in den Jahren 1902 bis 1908 errichtet wurden. Der Hintergrund für den damaligen Bauboom war die starke Expansion der nahen Schuckert-&-Co.-Werke, die 1903 von Siemens & Halske übernommen wurden. Für deren Beschäftigte wurde dringend Wohnraum benötigt.
Viele Straßen und Plätze in dem Stadtviertel sind, wie auch der Kopernikusplatz, nach historischen Wissenschaftlern benannt.
Im Zweiten Weltkrieg wurden während der Luftangriffe auf Nürnberg 1944/45 die meisten der umliegenden Gebäude zerstört. Am 17. März 1945 standen nur noch fünf der historischen Gebäude und auch diese waren stark beschädigt. Sie wurden wieder repariert und heute stehen die Anwesen Kopernikusplatz 6 bis 16 unter Denkmalschutz. Die restliche Bausubstanz um den Platz stammt überwiegend aus den 1960er Jahren.

## Heute
Um den belebten Platz finden sich etliche Restaurants und Cafés, Einkaufsmöglichkeiten, Banken und diverse Dienstleistungsunternehmen, eine breite Basis für ein geschäftiges Alltagsleben. Mit mehreren Bus- und Straßenbahnlinien sowie einer U-Bahn-Station am Nordende ist der Platz nahverkehrsmäßig gut erschlossen. Im Souterrain der U-Bahn-Station (Aufseßplatz) gibt es einen kleinen Stehimbiss.
In der abzweigenden Brosamer Straße befindet sich mit das Programmkino Casablanca.
Der Platz ist teils Fußgängerzone, teils verkehrsberuhigt und frei von Durchgangsverkehr. An wärmeren Abenden treffen sich dort viele Menschen aus den unterschiedlichsten Kulturen.
Zudem findet jeden Freitag am Kopernikusplatz von 9 bis 14 Uhr ein Wochenmarkt statt, auf dem neben Fleischwaren auch Obst und Gemüse, Blumen, Eier, Nudeln, Meerrettich, Brot, Kuchen, Kaffee, Honig sowie Fränkische Weine und Säfte angeboten wird.